# Dolní Branná
Dolní Branná är en ort i Tjeckien. Den ligger i den norra delen av landet, 100 km nordost om huvudstaden Prag. Dolní Branná ligger 434 meter över havet och antalet invånare är 938.
Terrängen runt Dolní Branná är platt söderut, men norrut är den kuperad.Runt Dolní Branná är det ganska tätbefolkat, med 70 invånare per kvadratkilometer. Närmaste större samhälle är Vrchlabí, 3,9 km norr om Dolní Branná. Omgivningarna runt Dolní Branná är en mosaik av jordbruksmark och naturlig växtlighet.